# Religião no Antigo Egito

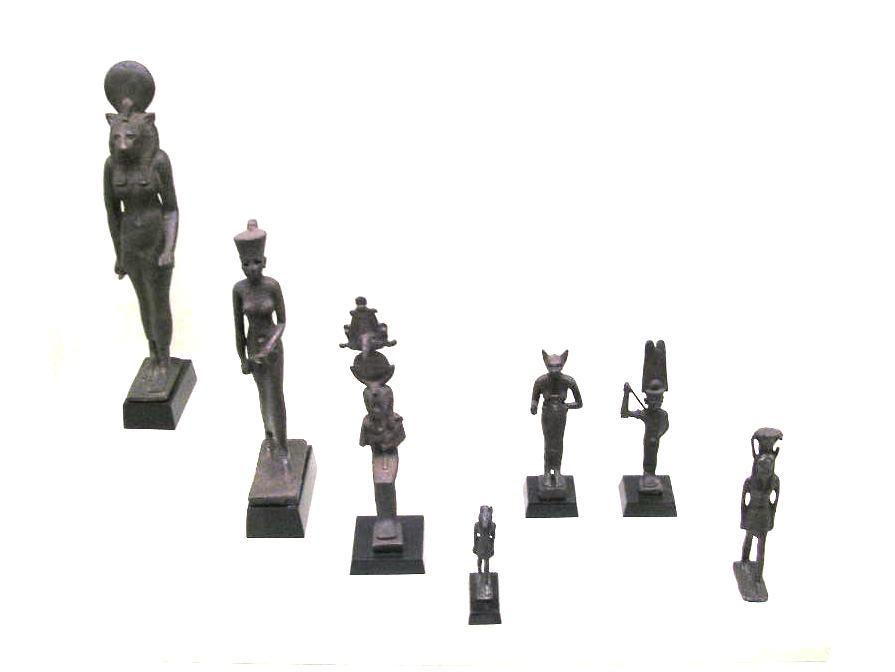
Estatuetas de divindades egípcias nos Museus Arqueológicos de Istambul

A religião no Antigo Egito refere-se ao complexo conjunto de crenças religiosas e rituais praticados no Antigo Egito. Não existiu propriamente uma religião egípcia, pois as crenças - frequentemente diferentes de região para região - não eram a parte mais importante, mas sim o culto aos deuses, que eram considerados os donos legítimos do solo, terra que tinham governado no passado distante.
Este conjunto de crenças foi praticado no antigo Egito desde o período pré-dinástico, cerca de 3000 a.C., até o surgimento do cristianismo. Inicialmente, era uma religião politeísta por crer em várias divindades, como forças da natureza. Com o passar dos séculos, a crença se diversificou, sendo considerada henoteísta, porque acreditava em uma divindade criadora do universo, tendo outras forças independentes, mas não iguais em poder a esta. Também pode ser considerada monoteísta, pois tinha a crença em um único deus, as outras divindades eram neteru (plural de neter), participantes da criação e manutenção da realidade, mas ainda assim inferiores em poder ao grande Ser supremo. Amenófis IV instaurou o monoteísmo, que feneceu tão logo Amenófis morreu.
A religião era praticada em templos e santuários domésticos. Atualmente, minorias ainda cultuam os deuses egípcios antigos, mas em menor escala. O kemetismo, por exemplo, é uma reconstrução neopagã da religião egípcia que ainda é praticada atualmente.
O estudo acadêmico da religião egípcia antiga tem como uma das referências principais o egiptólogo Jan Assmann. Vale destacar também Mubabinge Bilolo e Algis Uždavinys, que, dentre outros, propõem evidências para a origem da filosofia grega na filosofia egípcia antiga, com a continuidade do pensamento religioso passando pelos mitos gregos, filósofos pré-socráticos, pitagóricos e Platão.

## Divindades
As várias divindades egípcias existentes caracterizavam-se pela sua capacidade de estar em vários locais ao mesmo tempo e de sobreviver a ataques. A maioria delas era benevolente, com excepção de algumas divindades com personalidade mais ambivalente como as deusas Sacmis e Mut.
Um Deus poderia também assumir várias formas e possuir outros nomes. O exemplo mais claro é o da divindade solar Rá, que era conhecido como Khepri, representado como um escaravelho, quando era o sol da manhã. Recebia o nome de Atum enquanto sol do entardecer, sendo visto como velho e curvado, um deus esperado pelos mortos, que se aquecem com os seus raios. Durante o dia, Rá anda pela Terra como um falcão. Estes três aspectos e outros setenta e dois são invocados numa ladainha sempre na entrada dos túmulos reais.
Estas divindades eram agrupadas de várias maneiras, como em grupos de nove deuses (as Enéades), de oito deuses (as Ogdóades), ou de três deuses (tríades). A principal Enéade era a da cidade de Heliópolis, presidida pela divindade solar Rá.

## Cosmologia e criação
O princípio do universo é a formação única de Deus, que não se fez do nada, e sim, autocriou seus aspectos. Os aspectos de Deus, como dito anteriormente, chamam-se neteru (no singular: neter no masculino e netert no feminino). Tudo vem a início de um líquido infinito cósmico chamado Nun (Nu ou Ny): este é o "ser subjetivo". Quando esse líquido se autocria e torna-se real, é Atum, o "ser objetivo". Essa passagem é semelhante à passagem de inconsciente para consciente do ser humano. Atum criou uma massa única universal que deu origem a uma explosão, porém pré-planejada. Atum também tem o poder de "tornar-se a si mesmo", que, segundo os antigos egípcios, é algo muito complicado para um humano, seria uma "obra divina". Mas isto é o princípio da Terra. A oração para a transformação de Atum é a seguinte:
| “ | Saudamos a vós, Atum! Saudamos a vós, aquele que torna a si mesmo! Vós sois em vosso nome o altíssimo! Vós tornais em vosso nome Khepri, aquele que se torna si mesmo! | ” |

Khepri é um nome dado ao primeiro neter da Terra, Rá, o que é outra forma de Atum. Para criar a Terra, Rá deu origem ao Sol da manhã, enquanto o Sol da tarde era Atum. Cuspiu Shu e Téfnis, que deram origem a ar e a umidade. A seguir outro texto de "obra divina":
| “ | Fui anterior aos dois anteriores que criei, pois tinha prioridade sobre os dois anteriores que criei. Visto que meu nome é anterior ao deles, porque criei-os antes dos dois anteriores. | ” |

Os próximos neteru a serem gerados eram Geb e Nut, que criaram os dois ambientes da Terra: o céu e a terra (plana). Estes também deram origem aos quatro neteru da vida: Osíris, Ísis, Seti e Néftis. Osíris criou a vida no além e todo o processo de jornada até o céu. Ísis é responsável por todos os seres vivos. Seti representa os opostos, mas também coisas más, como ódio e caos. Néftis representa o deserto, a orientação, e o ato de morte. A história desses quatro neteru é a origem do próximo a ser gerado. Lembrando que as próximas histórias são semelhantes aos humanos porque esses neteru eram de espécies bem próximas aos humanos. Existem milhares de versões, no geral a história é a seguinte: Osíris era o neter que criou o ciclo de vida e morte, por isso governava a terra. Seti, movido a inveja, resolveu armar uma forma de matá-lo.
Então, de forma incerta, provavelmente mostrando outra intenção, o trancafiou em um caixão e jogou no Nilo para se perder e ninguém nunca achar. Néftis percebeu isso e avisou Ísis, quando começaram a procurar e encontraram um caixão, e recuperaram Osíris. Seti como era uma forma do mal, esquartejou a forma material de Osíris em 40 pedaços e espalhou-os por todo o deserto e no Nilo. Ísis, depois de muito tempo, conseguiu encontrar todos eles, exceto o pênis, que foi devorado por três peixes. Ísis então fez um pênis ela mesma para Osíris, então Osíris uniu-se a Ísis e gerou um filho. O filho era Hórus, o herdeiro que então lutou contra Seti, perdendo um olho na batalha, mas consegui vencê-lo. Esse olho ficou conhecido como "Olho de Hórus", que foi reconhecido como símbolo de proteção pelos egípcios. A seguir uma oração relacionada a isso:
| “ | Ó benevolente Ísis que protegeu o seu irmão Osíris, que procurou por ele incansavelmente, que atravessou o país enlutada, e nunca descansou antes de tê-lo encontrado. Ela, que lhe proporcionou sombra com suas asas e lhe deu ar com suas penas, que se alegrou e levou o seu irmão para casa. Ela, que reviveu o que, para o desesperançado, estava morto, que recebeu a sua semente e concebeu um herdeiro, e que o alimentou na solidão, enquanto ninguém sabia quem era... | ” |

Hórus também era conhecido como o "salvador da humanidade". Depois disso, Seti se tornou um neter menor.

## Os templos

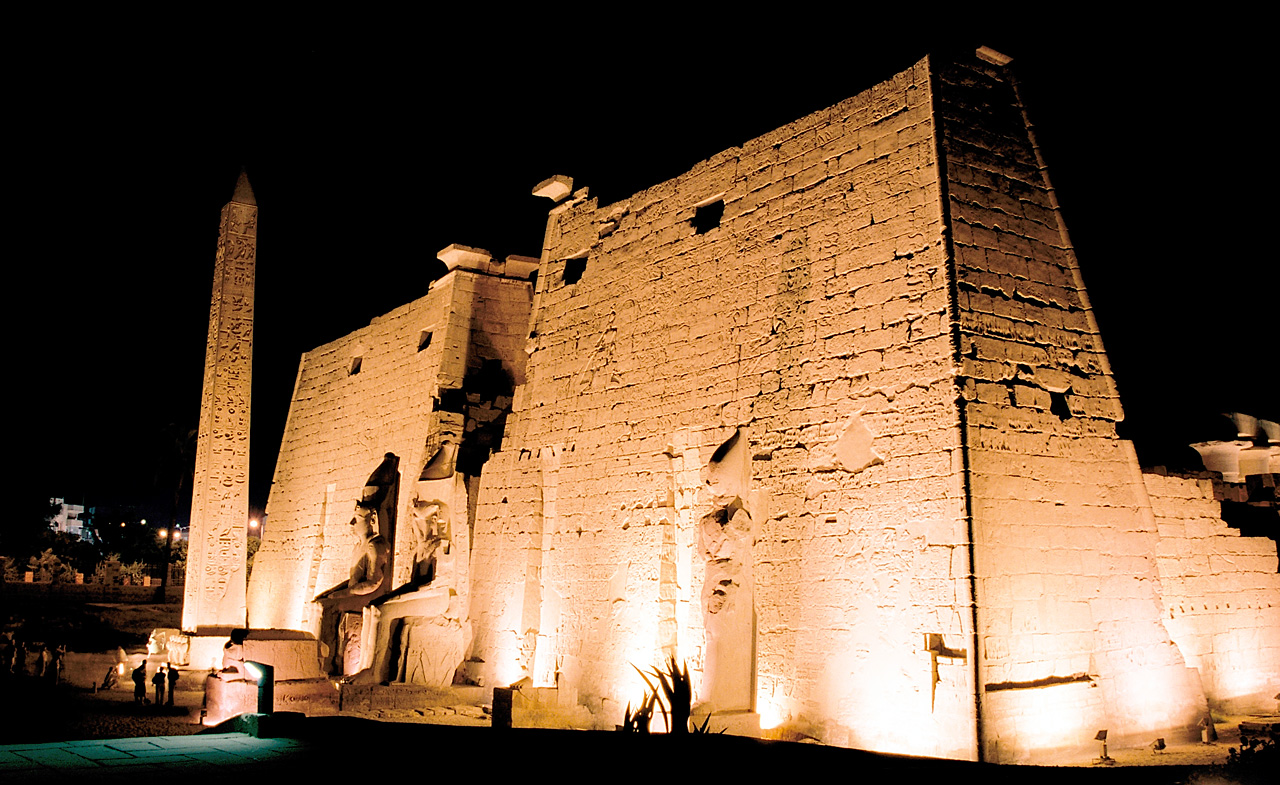
Pilone do Templo de Luxor

Os templos no Antigo Egito eram entendidos como os locais onde residia a divindade (hut-netjer, "casa do deus"), que poderia ser acompanhada pela sua família e por outras Divindades, sendo, por isso, muito diferentes dos modernos edifícios religiosos.
Os templos dos períodos mais antigos da história do Antigo Egito, como o Império Antigo e o Império Médio, não chegaram em bom estado até aos dias de hoje, pelo que são as construções do Império Novo e da época ptolomaica que permitem o conhecimento da estrutura dos templos. Na estrutura "clássica" dos templos egípcios podem ser distinguidas três partes: o pátio, as salas hipostilas e o santuário.
À entrada de um templo, encontravam-se obeliscos e estátuas monumentais, que antecediam o pilone. Nos templos do Império Novo, é comum a existência de uma avenida de acesso ladeada por esfinges com corpo de leão e cabeça de carneiro (que se acreditava protegerem o templo e o deus), na qual desfilava a procissão em dias de festa.
Um pilone era uma porta monumental composta por duas torres em forma de trapézio, entre as quais se situava a entrada propriamente dita. Nas paredes do pilone, representavam-se as divindades ou, muitas vezes, a cena clássica na qual se vê o faraó a atacar os inimigos do Egito.
Passado o pilone, existia uma grande pátio (uba), a única zona acessível ao público, onde a estátua da Divindade era mostrada nos dias de festa. O pátio era rodeado por colunas e possuía por vezes um altar (aba), onde se efectuavam os sacrifícios.
Este pátio precedia uma sala hipostila (ou seja, uma sala de colunas), mais ou menos imersa na escuridão, que antecedia outros salas onde se guardavam a mesa de oferendas e a barca sagrada. Finalmente, achava-se o santuário do deus (kari). Se os faraós entendessem ampliar um templo construíam-se novas salas, átrios e pilones.
Os templos mais importantes poderiam possuir um lago sagrado, nilómetros, per ankh (casas de vida), armazéns e locais para a residência dos sacerdotes.

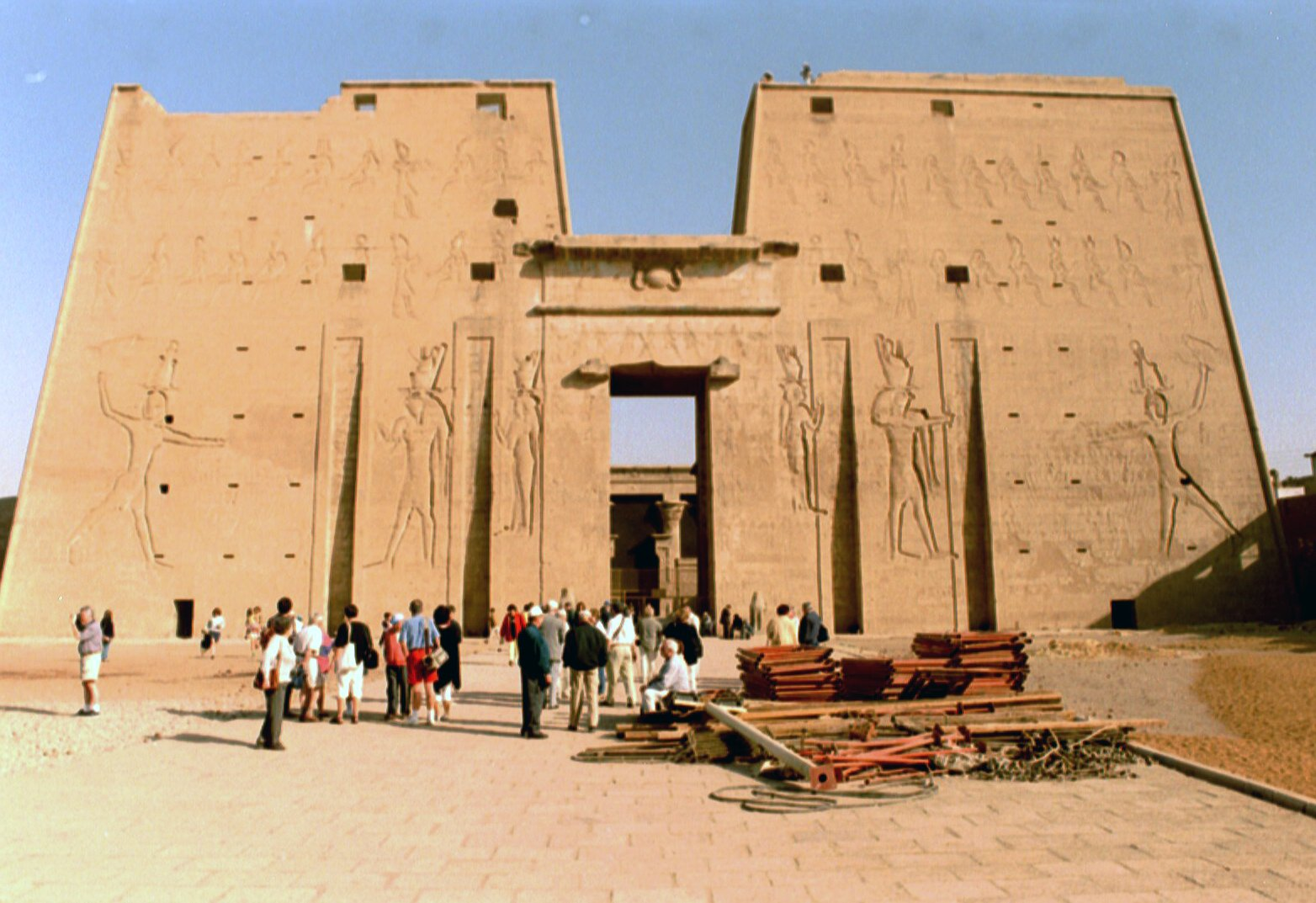
Pilone do Templo de Edfu visto desde o pátio

### O culto nos templos
Teoricamente, o rei egípcio tinha o dever de realizar a liturgia em cada templo. Uma vez que era fisicamente impossível para o rei estar presente em todos os templos que existiam no Egito, o soberano nomeava representantes para realizar as cerimônias a deus. Os reis só visitavam os templos em ocasiões especiais associadas a festivais, o que não impedia que fossem representados nos templos fazendo oferendas às Divindades.
A vida nos templos seguia o curso da vida normal. Antes do nascer do sol, abatiam-se os animais que seriam oferecidos as Divindades. Os sacerdotes purificavam-se com água, e, vestidos com trajes brancos, entravam em procissão no templo. No pátio do templo, os sacerdotes apresentavam as suas oferendas e queimavam incenso. Um sacerdote dirigia-se ao santuário da divindade, uma sala especialmente consagrada, localizada na parte mais reservada do templo. Aqui, o sacerdote acendia um archote e abria o naos, tabernáculo onde se guardava a estátua da Divindade. O sacerdote apresentava-se à divindade e anunciava vir cumprir os seus deveres. Limpava o tabernáculo, queimava incenso, lavava a estátua e aplicava sobre ela óleos, vestia-a, maquilhava-a e colocava-lhe a coroa. Terminado este processo, o sacerdote colocava a estátua no naos, abandonando a sala e apagando o archote e as pegadas que havia feito. Ao meio-dia, poderia ser feita uma nova cerimónia na qual se ofereciam alimentos.

## Sacerdotes

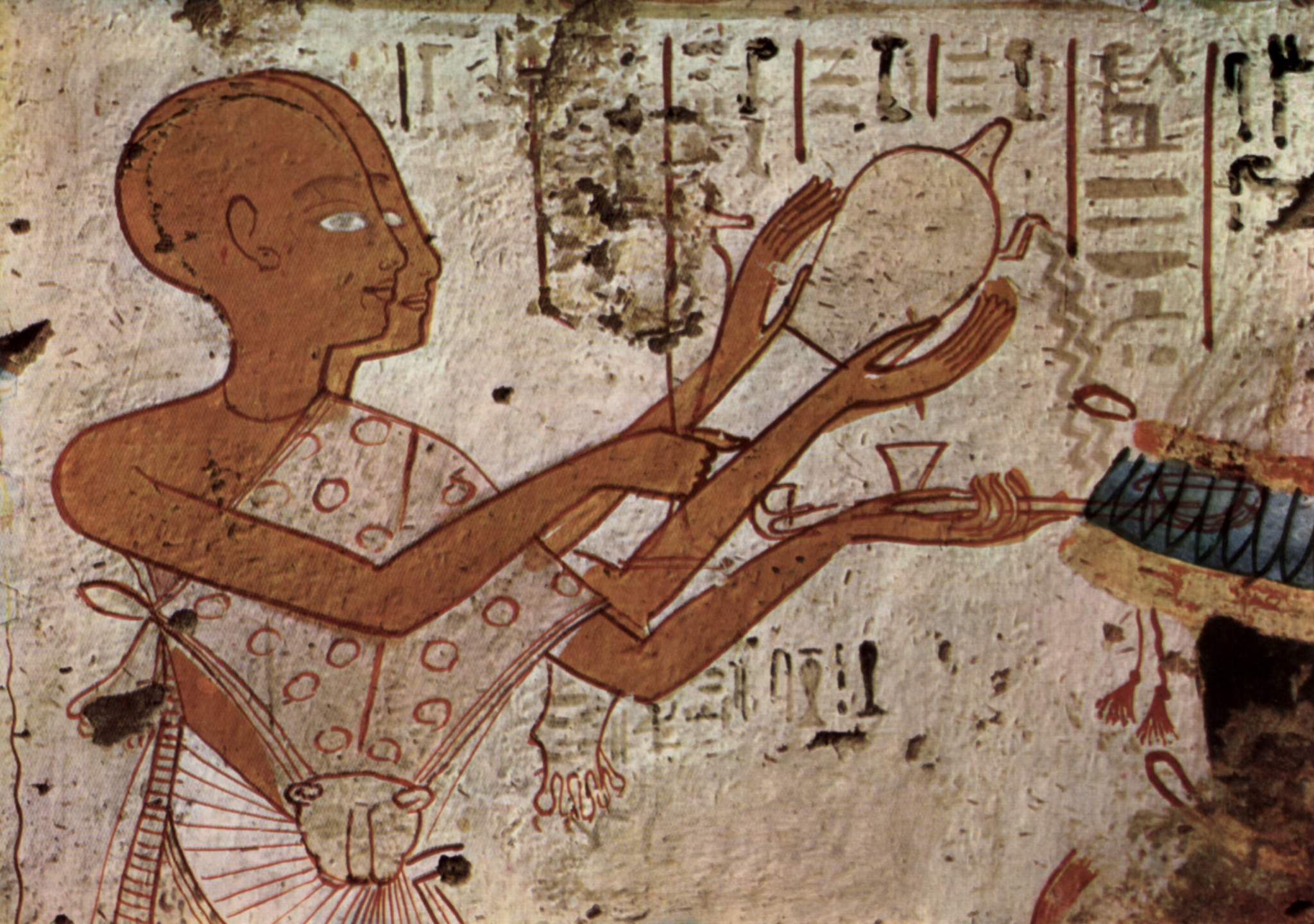
Sacerdotes vestidos com pele de leopardo realizam rituais de purificação. Túmulo de Userhat. XIX Dinastia.

No Antigo Egito, não existiu uma estrutura sacerdotal centralizada; cada Divindade possuía um grupo de homens e mulheres dedicados ao seu culto. O termo mais comum para designar um sacerdote em egípcio era hem-netjer, o que significa "Servo de deus".
Não se sabe em que época da história egípcia se estruturou o grupo sacerdotal. Na época do Império Antigo, os sacerdotes não estavam ainda organizados em corpos fixos como sucederia no Império Novo. De acordo com os Textos das Pirâmides, datados do Império Antigo, os reis tinham cinco refeições diariamente: três no céu e duas na terra; estas últimas estavam a cargo dos sacerdotes funerários.
As fontes do Império Novo mostram que os sacerdotes estavam organizados em quatro grupos (em grego: phyles), cada um dos quais trabalhava durante um mês cada três meses. Durante os oito meses que tinham livres, os sacerdotes levavam uma vida comum inserida na comunidade, junto das suas esposas e filhos.
O clero egípcio estava estruturado de forma hierárquica. O rei era, em teoria, o líder de todos os cultos egípcios, mas, como já foi referido, este delegava o seu poder a outro homem devidamente preparado por Deus: o Sumo Sacerdote, que, na hierarquia, era seguido do segundo sacerdote, por sua vez seguido do terceiro e quarto sacerdotes. O grupo seguinte era o dos "pais divinos" e "dos "puros". Existiam também os sacerdotes leitores, os que calculavam o momento ideal para realizar um determinada cerimónia através da observação do sol ("horólogos") e os que determinavam os dias fastos e nefastos ("horóscopos"). Finalmente, pode distinguir-se um grupo dedicado aos serviços de manutenção do templo (imiu-seté).
As mulheres também trabalhavam nos templos seguindo o mesmo regime de rotatividade dos homens. Frequentemente, estas mulheres eram esposas dos sacerdotes. As mulheres poderiam ser cantoras (chemait), músicas (hesit) ou dançarinas (khebait). Durante o Império Antigo e o Império Novo, muitas mulheres da classe abastada serviram a deusa Hator. No culto de Amon, o cargo mais importante ocupado por mulheres era o de "Adoradora Divina". As mulheres que ocuparam este cargo foram filhas ou irmãs do faraó governante.